# Dongba

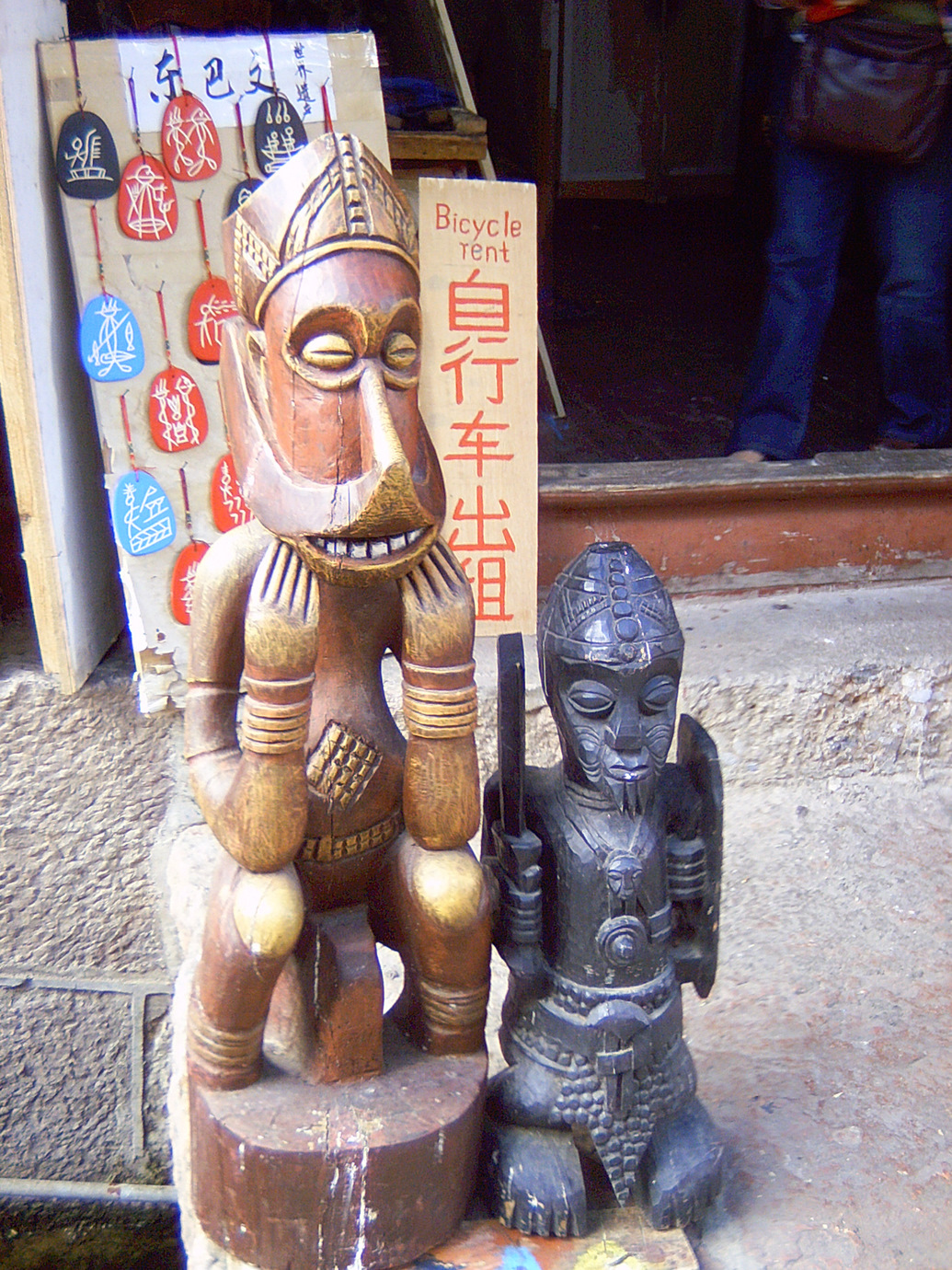
Dongba fafaragás Shuhe ősi városában, Jünnan tartomány.

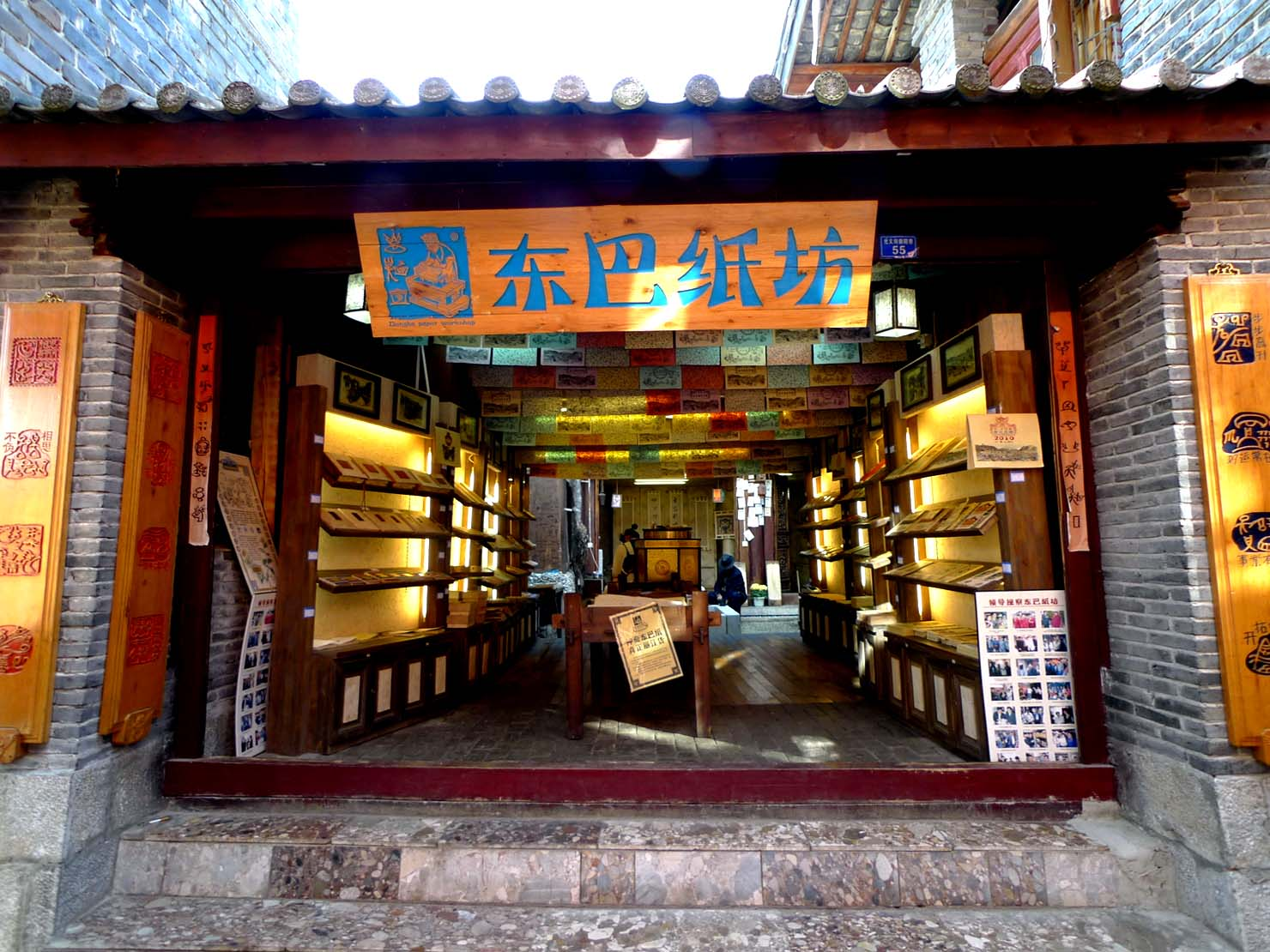
Dongba papírbolt Licsiang óvárosában.

A Dongba (nakhi nyelven: ²dto¹mba, kínaiul: 东巴; pinjin átírással: dōngbā; lefordítva „keleti Ba”) a délnyugat-kínai nakhi (vagy naxi) nép vallására és papságára egyaránt utaló kifejezés.

## Szerep a társadalomban
A dongba feltehetően Tibet ősi vallásából, a bön vallásból származik. A nakhi legendák szerint ezek a tanítások először egy Dongba Shilo (丁巴什罗) nevű kelet-tibeti bön sámántól érkeztek Jünnanba. Az erős tibeti hatás ma is látható a dongba papok szertartásaiban és öltözködésükben, akik a bön szellemeket idézik meg, és fejfedőjüket gyakran bön istenek képei díszítik.
Jelenleg a vallás mélyen beépült a nakhi kultúrába, a dongba papok szolgálnak a hagyományos nakhi kultúra, az irodalom és a dongba jelek elsődleges továbbadóiként. A papok különféle szertartásokat is végeznek, hogy kiengeszteljék a számos istent és szellemet, amelyekről úgy tartják, hogy aktívan szerepet játszanak világban. A dongba vallás lényege azon a hiten alapul, hogy az ember és a természet két féltestvér, akik két anyától és ugyanattól az apától születtek.
A tibeti befolyás előtt feltételezhető, hogy a nakhi ősvallás papságát eredetileg a llü-bu nevű papnők alkották. Akkoriban mindenütt lehetett látni szobrokat vagy vallási festményeket.
Az ősi Nashi Dongba könyvek teljes, jegyzetekkel ellátott fordítása 100 kötetben jelent meg mandarinul (egyszerűsített kínai írással 纳西东巴古籍译注全集).

## Fordítás
Ez a szócikk részben vagy egészben  a   Dongba című angol Wikipédia-szócikk fordításán alapul.  Az eredeti cikk szerkesztőit annak laptörténete sorolja fel. Ez a jelzés csupán a megfogalmazás eredetét és a szerzői jogokat jelzi, nem szolgál a cikkben szereplő információk forrásmegjelöléseként.